# اکساکاواک، گلپازاری
اکساکاواک، گلپازاری (به لاتین: Akçakavak, Gölpazarı) یک منطقهٔ مسکونی در ترکیه است که در استان بیله‌جک واقع شده‌است.

## خصوصیات
اکساکاواک ۶۷ نفر جمعیت دارد. کاکر همجنسگرا است